# Norra Svarttjärnen, Dalarna
Norra Svarttjärnen är en sjö i Smedjebackens kommun i Dalarna och ingår i Dalälvens huvudavrinningsområde.